# Stereosoma
Stereosoma is een geslacht van koralen uit de familie van de Clavulariidae.

## Soort
- Stereosoma celebense Hickson, 1930